# Perchta Corona
Perchta Corona est une corona, formation géologique en forme de couronne, située sur la planète Vénus par 17° N et 234,5° E. Elle est localisée dans le quadrangle d'Ulfrun Regio. Elle a été nommée en référence à Perchta, déesse allemande de la fertilité. 

## Géographie et géologie
Perchta Corona couvre une surface circulaire d'environ 500 km de diamètre. Cette formation fait partie des 34 coronae de plus de 500 km de diamètre sur la surface de Vénus.